# 外遊
外遊（がいゆう）とは、留学や研究、視察などを目的として外国を訪問することを指す。特に政治家など公人が外交目的で諸外国を歴訪することに対して使われることが多い。二国間と多国間がある。この場合の「遊」は、「よその土地に出かけること」であり、「遊説」「周遊」などと同様である。

## 概要
日本の内閣総理大臣として初の外遊を行ったのは大東亜戦争（太平洋戦争・第二次世界大戦）中の1943年（昭和18年）にアジアの日本占領地および傀儡諸国を歴訪した第40代内閣総理大臣東條英機である。戦後は1951年（昭和26年）の第49代内閣総理大臣吉田茂を皮切りに、外遊が首相の職務の1つとして一般化していった。首相の初外遊はアメリカ合衆国になることが多い。日米同盟重視の立場から首相就任後に真っ先に訪米してアメリカ大統領に顔見せすることが慣例視されていたこともある。
日本の国会議員の場合は政治日程上国会閉会中や自然休会中に行われることが多く、例年政治休戦の時期になるゴールデンウィーク中、8月、年末年始には与野党ともに多くの議員が外遊に出かける。
閣僚の外遊については大臣規範で閣議了解とされ、国会議員である閣僚の外遊は国会にも報告される。また国会開会中の国会議員や閣僚の外遊には衆参両院の議院運営委員会理事会で了承を得る慣例があるため、外遊先を秘匿した電撃訪問は基本的には出来ない。2023年（令和5年）の第211通常国会会期中に第101代内閣総理大臣岸田文雄がこの慣例を破ってウクライナを電撃訪問したが、岸田が総裁を務める自由民主党は「この直前にガーシーこと東谷義和を除名した理由と整合しない」という政治家女子48党（旧・NHK党）の指摘を受け、「内閣総理大臣および国務大臣に限り、事前報告を省略した緊急の外国訪問が認められることがあり得る。議院運営委員会または理事会に事前に報告ができない場合は、事後に衆参両院本会議で憲法72条に基づく国会報告演説を行い、それに対する代表質問に応じなければならない」という新たな見解を示した。これ以後、重要閣僚の外国電撃訪問を可能とする環境づくりを進めている。

なお、閣僚以外の議員が所属する議院の許可を得ずに外遊や外国への滞在を強行した場合は、懲罰の対象になる。野党は勿論、自民党所属の議員も例外ではない。2010年代以降だけでも西田昌司が無断でベトナムへ渡航して議院運営委員長厳重注意の懲罰となった他、アントニオ猪木は北朝鮮への訪問強行を理由に登院停止の懲罰を受けた。2023年には東谷が当選後1度も召集に応じずアラブ首長国連邦に滞在し続けたとして参議院から除名されるにまで至っている。
舛添要一は、第19代東京都知事在任中の2014年（平成26年）から2016年にかけて、「都市外交」と称して外遊を積極的に行っていたが、その内容が東京都の産業発展や都民の生活向上に結びつくものではなく、多額の費用をかけて行ったため、大きな批判を浴び任期途中での辞職の遠因となった。

## 天皇・皇族の外遊

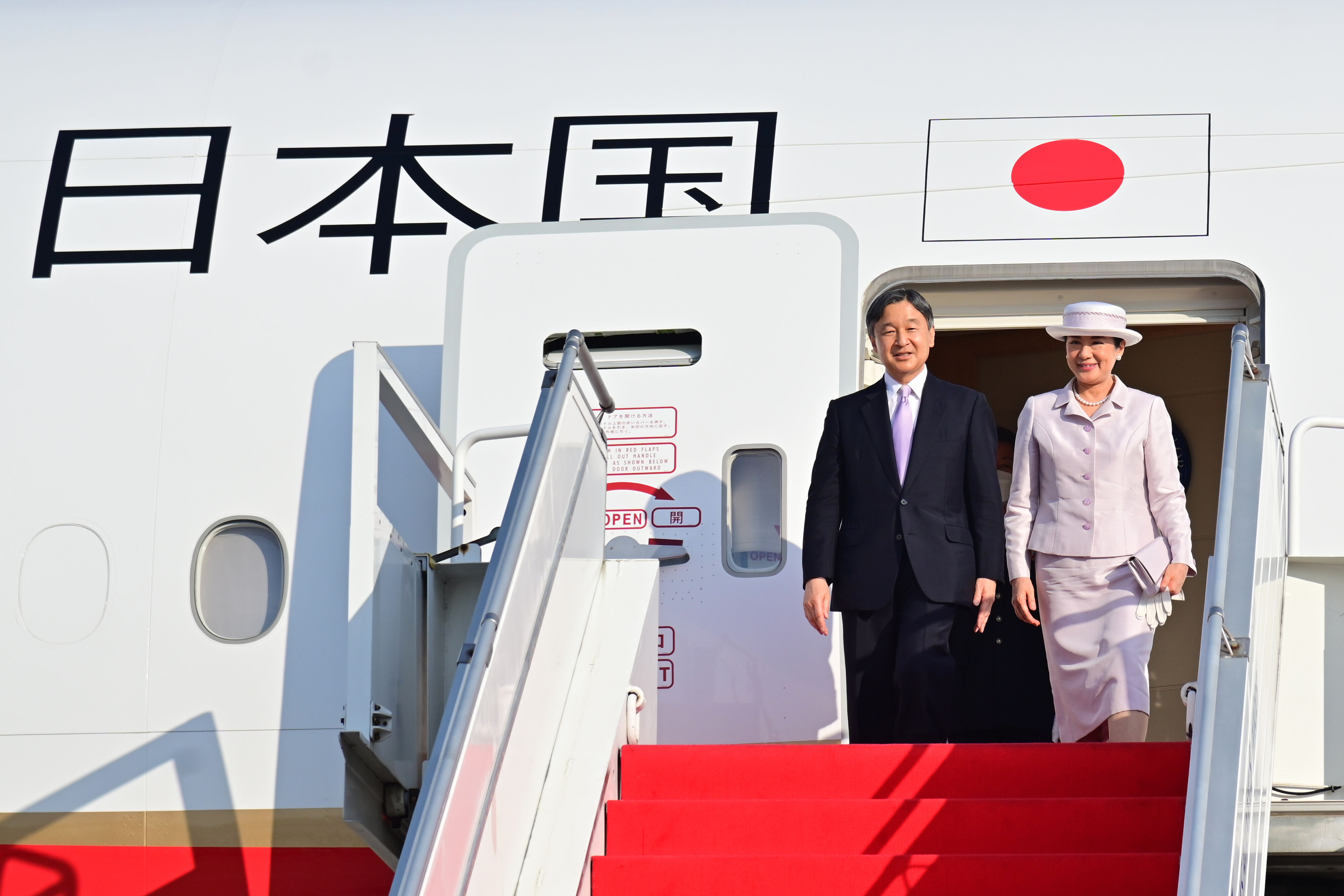
2023年、インドネシアを外遊した天皇徳仁、皇后雅子

近代日本の天皇・皇族において、明治期には皇族軍人が欧米への軍事留学を行ったほか、天皇名代としての表敬や視察が行われた。皇太子の外遊は1907年（明治40年）10月に皇太子嘉仁親王（大正天皇）が大韓帝国に行啓したのが初めてで、1921年（大正10年）3月には皇太子裕仁親王（昭和天皇）がヨーロッパへの外遊を行なっている。
昭和戦後・平成期においては、慣例化した公務において天皇・皇族の外遊・皇室外交が行われており、主に国際親善を目的とした表敬訪問や記念式典への親覧が行われている。昭和天皇が1971年（昭和46年）にヨーロッパ諸国7カ国に行幸したのが天皇として史上初の外遊である。

### 外遊歴一覧

#### 平成期の天皇・皇后美智子
| 年   | 出国     | 帰国     | 訪問地 | 同行     | 備考                           |
| ---- | -------- | -------- | --- | -------- | ------------------------------ |
| 1953 | 03月30日 | 10月12日 | イギリス アメリカ合衆国（立寄り） カナダ（立寄り） フランス（立寄り） スペイン（立寄り） モナコ（立寄り） スイス（立寄り） （立寄りした国は合計13カ国） |          | 英女王戴冠式参列、天皇名代     |
| 1960 | 09月22日 | 10月7日  | アメリカ合衆国 | 皇太子妃 | 日米修好100年記念              |
| 1960 | 11月12日 | 12月9日  | イラン エチオピア インド ネパール タイ（立寄り） | 皇太子妃 | 国際親善（名代）               |
| 1962 | 01月22日 | 02月10日 | パキスタン インドネシア | 皇太子妃 | 国際親善（名代）               |
| 1962 | 11月5日  | 11月10日 | フィリピン | 皇太子妃 | 国際親善（名代）               |
| 1964 | 05月10日 | 05月17日 | メキシコ アメリカ合衆国（立寄り） | 皇太子妃 | 国際親善（名代）               |
| 1964 | 12月14日 | 12月21日 | タイ | 皇太子妃 | 国際親善（名代）               |
| 1967 | 05月9日  | 05月31日 | ペルー アルゼンチン ブラジル | 皇太子妃 | 国際親善（名代）               |
| 1970 | 02月19日 | 02月28日 | マレーシア（天皇名代） シンガポール | 皇太子妃 | 国際親善                       |
| 1971 | 06月3日  | 06月12日 | アフガニスタン イラン（立寄り） タイ（立寄り） | 皇太子妃 | 国際親善（名代）               |
| 1973 | 05月6日  | 05月23日 | オーストラリア ニュージーランド | 皇太子妃 | 国際親善                       |
| 1973 | 10月11日 | 10月22日 | スペイン アメリカ合衆国（立寄り） ベルギー（立寄り） | 皇太子妃 | 国際親善                       |
| 1975 | 02月20日 | 02月28日 | ネパール バングラデシュ（立寄り） インド（立寄り） | 皇太子妃 | ネパール国王戴冠式参列         |
| 1976 | 06月8日  | 06月25日 | ヨルダン ユーゴスラビア（名代） イギリス タイ（立寄り）                                                                                                 | 皇太子妃 | 国際親善                       |
| 1978 | 06月12日 | 06月27日 | ブラジル パラグアイ アメリカ合衆国（立寄り） | 皇太子妃 | ブラジル移住70周年記念式典参列 |
| 1979 | 10月5日  | 10月14日 | ルーマニア · ブルガリア（名代） · オランダ（立寄り） · ベルギー（立寄り）                                                                               | 皇太子妃 | 国際親善                       |
| 1981 | 02月27日 | 03月7日  | サウジアラビア スリランカ タイ（立寄り） シンガポール（立寄り）                                                                                         | 皇太子妃 | 国際親善                       |
| 1981 | 07月26日 | 08月2日  | イギリス ベルギー（立寄り） | 皇太子妃 | 英皇太子結婚参列 差遣          |
| 1983 | 03月10日 | 03月25日 | ザンビア · タンザニア · ケニア（名代） · ルクセンブルク（立寄り） · ベルギー（立寄り） · タイ（立寄り）                                                 | 皇太子妃 | 国際親善                       |
| 1984 | 02月25日 | 03月8日  | ザイール セネガル（名代） ベルギー（立寄り） イギリス（立寄り）                                                                                         | 皇太子妃 | 国際親善                       |
| 1985 | 02月23日 | 03月9日  | スペイン アイルランド（名代） ポーランド（立寄り） イギリス（立寄り）                                                                                   | 皇太子妃 | 国際親善                       |
| 1985 | 06月1日  | 06月15日 | スウェーデン · デンマーク · ノルウェー（名代） · フィンランド                                                                                           | 皇太子妃 | 国際親善                       |
| 1987 | 10月3日  | 10月10日 | アメリカ合衆国 | 皇太子妃 | 国際親善                       |

| 年               | 出国     | 帰国     | 訪問地                                                                  | 同行 | 備考                                                                                             |
| ---------------- | -------- | -------- | ----------------------------------------------------------------------- | ---- | ------------------------------------------------------------------------------------------------ |
| 1991年 (平成3)   | 09月26日 | 10月06日 | タイ マレーシア インドネシア                                            | 皇后 | 国際親善 各国からの招待                                                                          |
| 1992年 (平成4)   | 10月23日 | 10月28日 | 中国                                                                    | 皇后 | 国際親善 中国からの招待                                                                          |
| 1993年 (平成5)   | 08月06日 | 08月09日 | ベルギー                                                                | 皇后 | 国王ボードゥアン1世の国葬参列                                                                    |
| 1993年 (平成5)   | 09月03日 | 09月19日 | イタリア ベルギー ドイツ バチカン（立寄り）                             | 皇后 | 国際親善 各国からの招待                                                                          |
| 1994年 (平成6)   | 06月10日 | 06月26日 | アメリカ合衆国                                                          | 皇后 | 国際親善 アメリカからの招待                                                                      |
| 1994年 (平成6)   | 10月02日 | 10月14日 | フランス スペイン ドイツ（立寄り）                                      | 皇后 | 国際親善 両国からの招待                                                                          |
| 1997年 (平成9)   | 05月30日 | 06月13日 | ブラジル アルゼンチン ルクセンブルク（立寄り） アメリカ合衆国（立寄り） | 皇后 | 国際親善 両国からの招待                                                                          |
| 1998年 (平成10)  | 05月23日 | 06月05日 | イギリス · デンマーク · ポーランド（立寄り）                            | 皇后 | 国際親善 両国からの招待                                                                          |
| 2000年 (平成12)  | 05月20日 | 06月01日 | オランダ · スウェーデン · スイス（立寄り） · フィンランド（立寄り）     | 皇后 | 国際親善 両国からの招待                                                                          |
| 2002年 (平成14)  | 07月06日 | 07月20日 | ポーランド · ハンガリー · チェコ（立寄り） · オーストリア（立寄り）     | 皇后 | 国際親善 両国からの招待                                                                          |
| 2005年 (平成17)  | 05月07日 | 05月14日 | ノルウェー · アイルランド（立寄り）                                     | 皇后 | 国際親善 ノルウェーからの招待                                                                    |
| 2005年 (平成17)  | 06月27日 | 06月28日 | サイパン島                                                              | 皇后 | 平和祈念 戦没者慰霊                                                                              |
| 2006年 (平成18)  | 06月08日 | 06月15日 | シンガポール タイ マレーシア（立寄り）                                  | 皇后 | 国際親善 シンガポールからの招待 タイ国王即位60年記念式典臨席                                     |
| 2007年 (平成19)  | 05月21日 | 05月30日 | スウェーデン · エストニア · ラトビア · リトアニア · イギリス            | 皇后 | 国際親善 各国からの招待                                                                          |
| 2009年 (平成21)  | 07月03日 | 07月17日 | カナダ ハワイ                                                           | 皇后 | 国際親善 カナダからの招待 ハワイ州皇太子明仁親王奨学金財団50周年記念行事                         |
| 2012年 (平成24） | 05月16日 | 05月20日 | イギリス                                                                | 皇后 | 女王エリザベス2世即位60周年の記念午餐会招待                                                      |
| 2013年 (平成25)  | 11月30日 | 12月06日 | インド                                                                  | 皇后 | 国際親善 インド政府からの招待                                                                    |
| 2015年 (平成27)  | 04月08日 | 04月09日 | パラオ                                                                  | 皇后 | 戦没者慰霊 平和祈念 パラオ国の招請                                                               |
| 2016年 (平成28)  | 01月27日 | 01月30日 | フィリピン                                                              | 皇后 | 国際親善 フィリピン政府からの招請 戦没者慰霊 平和祈念                                            |
| 2017年 (平成29)  | 02月28日 | 03月06日 | ベトナム · タイ（立寄り）                                               | 皇后 | 国際親善 ベトナム政府からの招請 戦没者慰霊 平和祈念 タイ国前国王プミポン・アドゥンヤデートの弔問 |

#### 今上天皇
『皇族 天皇家の近現代史』（小田部雄次 中公新書 2011）による。
| 年                | 出国     | 帰国     | 訪問地 | 同行              | 備考                                                                              |
| ----------------- | -------- | -------- | --- | ----------------- | --------------------------------------------------------------------------------- |
| 1974年 (昭和49年) | 08月16日 | 08月30日 | オーストラリア                                                                                            | —                 | 旅行                                                                              |
| 1976年 (昭和51年) | 08月07日 | 08月18日 | ベルギー スペイン                                                                                         | —                 | 旅行                                                                              |
| 1980年 (昭和55年) | 12月20日 | 12月29日 | タイ | —                 | 旅行                                                                              |
| 1982年 (昭和57年) | 10月03日 | 10月18日 | ブラジル メキシコ（立寄り）                                                                               | —                 | 国際親善                                                                          |
| 1983年 (昭和58年) | 06月20日 | 10月31日 | イギリス（留学） リヒテンシュタイン スイス サンマリノ バチカン チェコスロバキア アメリカ合衆国 など16カ国 | —                 | マートン カレッジ                                                                 |
| 1986年 (昭和61年) | 07月20日 | 07月27日 | イギリス                                                                                                  | —                 | アンドルー王子結婚式参列                                                          |
| 1987年 (昭和62年) | 03月10日 | 03月25日 | ネパール ブータン インド タイ（立寄り）                                                                   | —                 | 国際親善                                                                          |
| 1987年 (昭和62年) | 11月06日 | 11月03日 | 西ドイツ                                                                                                  | —                 | ベルリン日独センター開会式臨席                                                    |
| 1989年 (平成元年) | 09月23日 | 10月01日 | ベルギー フランス（立寄り）                                                                               | —                 | ユーロパリア日本祭開会式臨席。                                                    |
| 1990年 (平成2年)  | 08月17日 | 08月27日 | ベルギー ルクセンブルク（立寄り） アメリカ合衆国（立寄り）                                                | —                 | 第10回国際経済史学会出席                                                          |
| 1991年 (平成3年)  | 01月28日 | 02月01日 | ノルウェー                                                                                                | —                 | 国王オーラヴ5世葬儀参列                                                           |
| 1991年 (平成3年)  | 09月11日 | 09月24日 | モロッコ イギリス フランス（立寄り）                                                                      | —                 | モロッコからの招待 ジャパンフェスティバル1991開会式臨席                           |
| 1992年 (平成4年)  | 07月18日 | 08月04日 | スペイン ベネズエラ メキシコ アメリカ合衆国（立寄り）                                                     | —                 | セビリア万国博覧会並びにバルセロナオリンピック開会式臨席 国際親善                 |
| 1994年 (平成6年)  | 11月05日 | 11月15日 | サウジアラビア オマーン カタール バーレーン タイ（立寄り）                                                | 雅子妃            | 国際親善                                                                          |
| 1995年 (平成7年)  | 01月20日 | 01月28日 | クウェート アラブ首長国連邦 ヨルダン シンガポール（立寄り）                                               | 雅子妃            | 国際親善                                                                          |
| 1999年 (平成11年) | 02月08日 | 02月09日 | ヨルダン                                                                                                  | 雅子妃            | 国王フセイン1世の葬儀参列                                                         |
| 1999年 (平成11年) | 12月03日 | 12月07日 | ベルギー                                                                                                  | 雅子妃            | フィリップ王子の結婚式招待                                                        |
| 2001年 (平成13年) | 05月18日 | 05月25日 | イギリス                                                                                                  | —                 | 「JAPAN2001」オープニング開幕行事臨席                                             |
| 2002年 (平成14年) | 01月30日 | 02月04日 | オランダ                                                                                                  | —                 | ヴィレム＝アレクサンダー王太子の結婚式への招待                                    |
| 2002年 (平成14年) | 12月11日 | 12月19日 | ニュージーランド オーストラリア                                                                           | 雅子妃            | 国際親善                                                                          |
| 2004年 (平成16年) | 05月12日 | 05月24日 | デンマーク · ポルトガル · スペイン                                                                        | —                 | 国際親善 フェリペ王太子の結婚式への招待                                           |
| 2004年 (平成16年) | 09月08日 | 09月11日 | ブルネイ                                                                                                  | —                 | ビラ王太子の結婚式への招待                                                        |
| 2005年 (平成17年) | 08月03日 | 08月04日 | サウジアラビア                                                                                            | —                 | 国王ファハド・ビン＝アブドゥルアズィーズの弔問                                    |
| 2006年 (平成18年) | 03月15日 | 03月21日 | メキシコ カナダ（立寄り）                                                                                 | —                 | 「第4回世界水フォーラム」全体会合にて基調講演                                     |
| 2006年 (平成18年) | 08月17日 | 08月31日 | オランダ                                                                                                  | 雅子妃 愛子内親王 | ベアトリクス女王からの招待による。静養のため滞在。                                |
| 2006年 (平成18年) | 09月18日 | 09月20日 | トンガ ニュージーランド（立寄り）                                                                         | —                 | トンガ国王タウファアハウ・トゥポウ4世の葬儀参列                                   |
| 2007年 (平成19年) | 07月10日 | 07月17日 | モンゴル                                                                                                  | —                 | 国際親善                                                                          |
| 2008年 (平成20年) | 06月16日 | 06月27日 | ブラジル アメリカ合衆国（立寄り）                                                                         | —                 | 日本人ブラジル移住100周年                                                         |
| 2008年 (平成20年) | 07月16日 | 07月23日 | スペイン                                                                                                  | —                 | サラゴサ国際博覧会                                                                |
| 2008年 (平成20年) | 07月30日 | 08月03日 | トンガ オーストラリア（立寄り）                                                                           | —                 | ジョージ・トゥポウ5世戴冠式参列                                                   |
| 2009年 (平成21年) | 02月10日 | 02月15日 | ベトナム                                                                                                  | —                 | 外交関係樹立35周年                                                                |
| 2009年 (平成21年) | 03月14日 | 03月20日 | トルコ ドイツ（立寄り）                                                                                   | —                 | 第5回世界水フォーラム出席                                                         |
| 2010年 (平成22年) | 03月06日 | 03月15日 | ガーナ · ケニア · イギリス（立寄り） · イタリア（立寄り）                                                 | —                 | 国際親善                                                                          |
| 2010年 (平成22年) | 06月17日 | 06月21日 | スウェーデン                                                                                              | —                 | ヴィクトリア王女結婚式出席                                                        |
| 2011年 (平成23年) | 06月21日 | 06月25日 | ドイツ | —                 | 日独交流150周年                                                                   |
| 2011年 (平成23年) | 10月26日 | 10月27日 | サウジアラビア                                                                                            | —                 | 皇太子薨去につきご弔問                                                            |
| 2012年 (平成24年) | 06月20日 | 06月21日 | サウジアラビア                                                                                            | —                 | 皇太子薨去につきご弔問                                                            |
| 2012年 (平成24年) | 06月25日 | 07月01日 | タイ カンボジア ラオス                                                                                    | —                 | 国際親善                                                                          |
| 2012年 (平成24年) | 10月18日 | 10月27日 | ルクセンブルク                                                                                            | —                 | 大公世子ギヨームの結婚式に出席                                                    |
| 2013年 (平成25年) | 03月05日 | 03月08日 | アメリカ合衆国                                                                                            | —                 | 国連で開かれる「水と災害に関する特別会合」出席 皇族として初めて国連本部でスピーチ |
| 2013年 (平成25年) | 04月28日 | 05月03日 | オランダ                                                                                                  | 雅子妃            | 国王ウィレム＝アレクサンダー即位式出席                                            |
| 2013年 (平成25年) | 06月10日 | 06月16日 | スペイン                                                                                                  | —                 | 交流400周年                                                                       |
| 2013年 (平成25年) | 12月09日 | 12月11日 | 南アフリカ共和国                                                                                          | —                 | 元大統領ネルソン・マンデラ追悼式参列                                              |
| 2014年 (平成26年) | 06月17日 | 06月23日 | スイス | —                 | 国交樹立150周年                                                                   |
| 2015年 (平成27年) | 01月25日 | 01月26日 | サウジアラビア                                                                                            | —                 | 国王崩御につき，ご弔問                                                            |
| 2015年 (平成27年) | 07月02日 | 07月06日 | トンガ | 雅子妃            | 国王トゥポウ6世戴冠式出席                                                         |

| 年               | 出国     | 帰国     | 訪問地       | 同行 | 備考                                 |
| ---------------- | -------- | -------- | ------------ | ---- | ------------------------------------ |
| 2022年 (令和4)   | 09月17日 | 09月20日 | イギリス     | 皇后 | 女王エリザベス2世の国葬参列          |
| 2023年 (令和5)   | 06月17日 | 06月23日 | インドネシア | 皇后 | 国際親善 インドネシア政府からの招待  |
| 2024年 （令和6） | 06月22日 | 06月29日 | イギリス     | 皇后 | 国際親善 国王チャールズ3世からの招待 |

## 記録
- 戦後首相最長外遊: 吉田茂 (52日間)
- 首相在任中最多外遊: 安倍晋三 (81回[15])
- 首相在任中最多国外遊: 安倍晋三 (80国・地域)